# 泰迪·威爾森
泰迪‧威爾森（英語：Theodore Shaw "Teddy" Wilson，1912年11月24日—1986年7月31日）是美國爵士樂鋼琴手。他深沉及高雅的琴音出現在眾多爵士大家的專輯中，使其更加添色。如：路易斯·阿姆斯壯、比莉·霍利戴、李斯特·楊、蓮納·荷恩、班尼·古德曼等等。